# Vienna Business School
Die Vienna Business School ist eine Dachmarke für mehrere österreichische Bildungseinrichtungen mit wirtschaftlichem Schwerpunkt, die vom Fonds der Wiener Kaufmannschaft mit sechs Standorten in Wien und Mödling betrieben wird.

## Geschichte

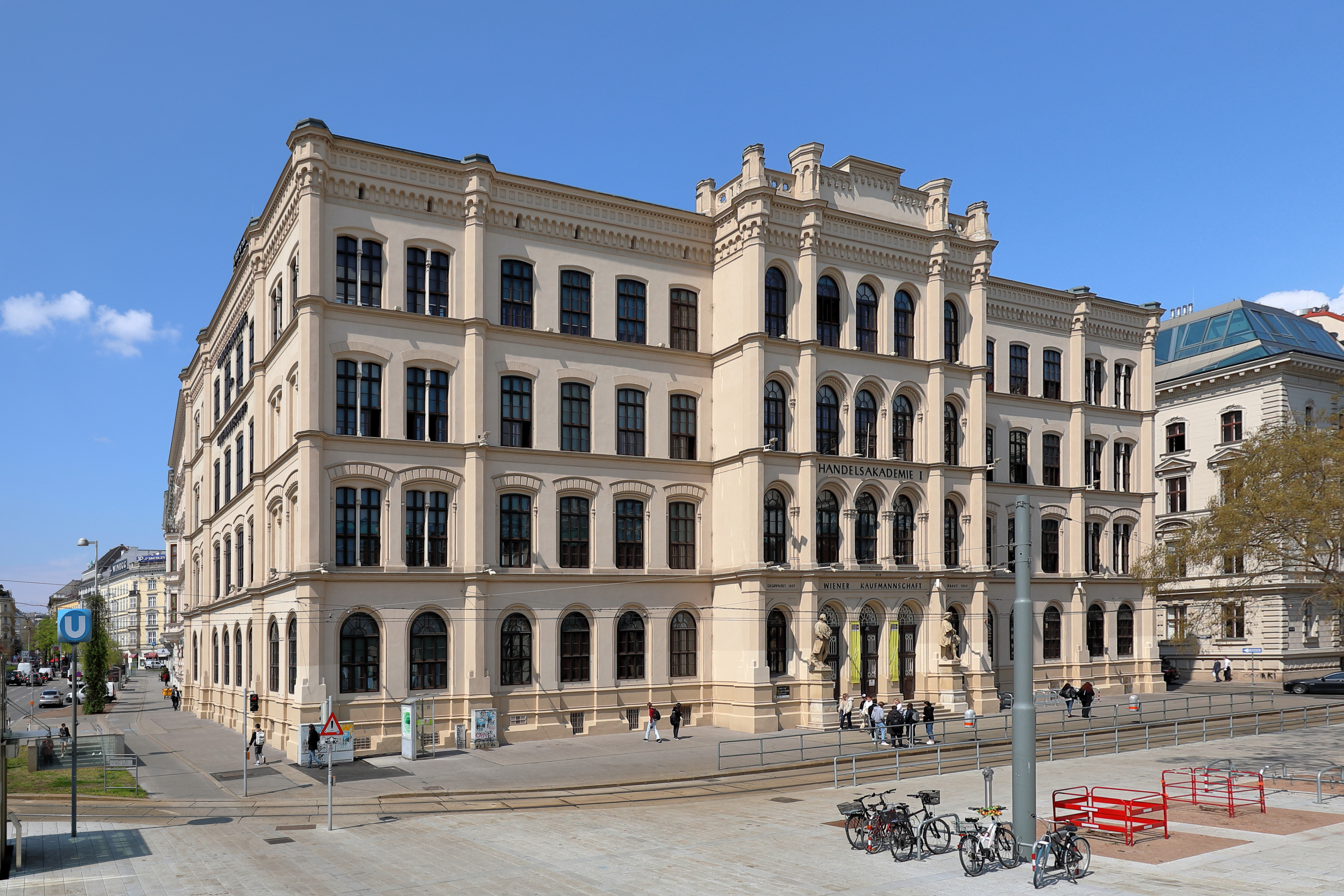
Vienna Business School Akademiestraße

Die Handelsakademie Wien wurde 1857 als erste deutschsprachige Handelsakademie in Österreich gegründet, im darauffolgenden Jahr begann der Unterricht mit fünf Lehrern und 59 Schülern.
Alle Wiener Handelsakademien wurden nach 1952 in den neu gegründeten Fonds der Wiener Kaufmannschaft eingebracht und erhielten dabei neue Namen: Die Handelsakademie wurde in HAK I, die Neue Handelsakademie in HAK II umbenannt, die Wiener Handelsakademie für Mädchen in HAK III. Weitere Handelsakademien und Handelsschulen folgten.
Seit 1997 firmieren die Handelsakademien unter dem Namen Vienna Business School.

## Übersicht
Unter der Dachmarke Vienna Business School betreibt der Fonds der Wiener Kaufmannschaft sechs Schulstandorte, davon fünf in Wien und einen in Niederösterreich. Damit ist er der zweitgrößte private Schulerhalter Österreichs. Das Ausbildungsangebot der Vienna Business School reicht von Handelsakademien und Handelsschulen über Aufbaulehrgänge bis hin zu Kollegs.
Die einzelnen Bildungseinrichtungen sind überwiegend weit älter als die verwendete Marke.
Über 3500 Schüler erhalten jedes Jahr an der Vienna Business School eine Ausbildung mit internationaler Ausrichtung. Die verschiedenen Schulen setzen auf Unterrichtskonzepte, die neben Fachwissen auch soziale Kompetenzen und Fremdsprachenkenntnisse fördern. Den Schülern 
wird in Übungsfirmen und bei schulischen Projekten, die mit Partnern aus der Wirtschaft durchgeführt werden, die praktische Anwendung des Erlernten ermöglicht.

## Schulstandorte und Angebot

### Handelsakademien und Handelsschulen
- Vienna Business School Akademiestraße, Wien 1. Bezirk
- Vienna Business School Augarten, Wien 2. Bezirk
- Vienna Business School Floridsdorf, Wien 21. Bezirk
- Vienna Business School Hamerlingplatz, Wien 8. Bezirk
- Vienna Business School Schönborngasse, Wien 8. Bezirk
- Vienna Business School Mödling, Niederösterreich

### Aufbaulehrgänge
- Vienna Business School Akademiestraße
- Vienna Business School Schönborngasse

### HAK Plus
- Vienna Business School Schönborngasse
- Vienna Business School Mödling

### Jus HAK
- Vienna Business School Schönborngasse
- Vienna Business School Mödling

### Aktives Schulleben
Das aktive Schulleben findet nicht nur an den sechs Standorten statt, sondern auch im Rahmen gemeinsamer Veranstaltungen für alle Schüler der Vienna Business School:
- Mit dem Merkur Award werden jedes Jahr im Rahmen einer feierlichen Gala herausragende Schüler, Lehrer und Projekte ausgezeichnet.
- Der Amicus Award prämiert darüber hinaus soziale Schulprojekte.
- Der Ball der Vienna Business School wird jedes Jahr im Mai von mehr als 3500 Gästen besucht.
- Es gibt schulübergreifende Sportveranstaltungen.
- Der Studienclub bietet Hilfestellung bei Problemen in verschiedenen Unterrichtsgegenständen.
- Der Vienna Business Circle ist das Absolventen-Netzwerk der Vienna Business School, das als Kommunikationsplattform dient, Veranstaltungen organisiert sowie Weiterbildungsmöglichkeiten und eine Job-Börse anbietet.

## Bekannte Schüler und Absolventen
- Fritz Aichinger, VBS Akademiestraße
- Martin Essl, VBS Akademiestraße
- Martin Ho
- Brigitte Jank, VBS Akademiestraße
- Kristina Inhof, VBS Mödling[3]
- Gertraud Jesserer, VBS Schönborngasse
- Helmut Lang, VBS Floridsdorf
- Aida Loos, VBS Hamerlingplatz
- Michael Ludwig[3]
- Heinz Marecek, VBS Akademiestraße
- Andreas Moravec, VBS Schönborngasse
- Valentin Stalf[3]
- Adolf Tiller, VBS Akademiestraße
- Rainer Trefelik[3]
- Adolf Wala, VBS Akademiestraße